# Pakotai
Pakotai (maori de Nouvelle-Zélande : Pakōtai) est une localité située sur le trajet de la rivière Mangakahia dans la région du Northland de l’île du Nord de la Nouvelle-Zélande. 

## Situation
La ville de Kaikohe est à environ 37 km vers le nord et celle de Maungatapere est à  34 km vers le sud-est , .

## Économie
Du cuivre fut extrait d’une mine située au niveau de la ville de Pakotai de 1947 jusqu’en 1951 .

## Installations
Le village a  deux |marae locaux, affiliés avec les Ngāpuhi de l’ hapū des Ngāti Horahia (en), Ngāti Moe (en), Ngāti Te Rino (en), Ngāti Toki (en), Te Kumutu (en), Ngāti Whakahotu (en) et Te Parawhau (en): «Te Oruoru Marae», et « Te Tārai o Rāhiri Marae » et la maison de rencontre de « Nukutawhiti , .

## Éducation
L’école de « Pakotai School » est une école mixte, assurant tout le primaire, (allant de l’année 1 à 8) avec un  taux de décile de 2 et un effectif de 24 élèves . 
L’école fut fondée en 1905,.